# Free Solo

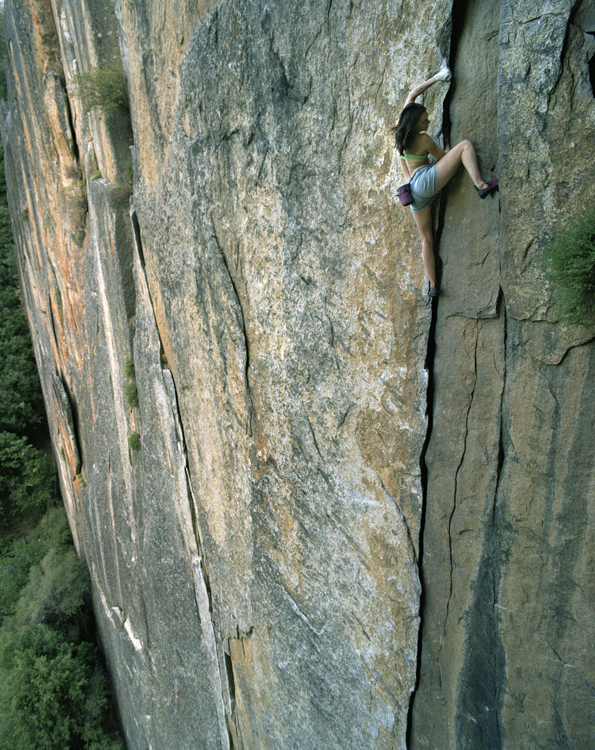
Steph Davis free solo in Outer Limits, Yosemite, 2002

Als Free Solo (englisch für freies Solo) wird beim Klettern die Begehung einer Kletterroute im Alleingang unter Verzicht auf alle technische Hilfs- und Sicherungsmittel bezeichnet. Der Kletterer oder die Kletterin hat nur Kletterschuhe und Magnesia dabei. Die Kletterroute ist dabei deutlich höher als Absprunghöhe, häufig sogar große alpine Wände oder Big-Walls. Das Risiko ist enorm, im Fall eines Sturzes endet es in der Regel mit dem Tod. Daher ist diese Spielart des Kletterns sehr selten und wird meist nur von Kletterern der Spitzenklasse durchgeführt, genießt aber hohe öffentliche Beachtung.

## Definition und Abgrenzung
Obwohl Alleingänge ohne Sicherungen schon immer grundlegender Bestandteil des Bergsteigens waren, wurde der Begriff „Free Solo“ Ende der 1970er im Yosomite Valley geprägt. John Bachar hat den Begriff definiert und mit seinen Solo-Begehungen bekannt gemacht. Seit dieser Zeit bedeutet Free Solo zu klettern: alleine zu klettern, ohne jegliches Sicherungsequipment, ohne Klettergurt, ohne Karabiner, ohne Seil. Kletterausstattung ist nur zur Fortbewegung vorhanden, wie Kletterschuhe und einen Sack mit Magnesia, um die Hände trocken zu halten. Ein Absturz beim Free Solo impliziert in der Regel fatale Folgen, sodass z. B. kurze Kletterrouten direkt über dem Meer nicht als Free Solo, sondern eigenständig als Deep Water Soloing angesehen werden. Auch die Begehung von sehr hohen Boulderproblemen, sogenannten Highballs, wird nicht als Free-Solo-Klettern angesehen.
Rope Solo ist, wie Free Solo, Klettern im Alleingang, aber mit Selbstsicherung, daher werden Klettergurt und Seil mitgenommen. Die Absicherungstechnik des Rope Solo ist kompliziert und impliziert daher immer noch ein größeres Risiko als gesichertes Klettern im Team.
Free Solo ist nicht mit dem Freiklettern bzw. Freeclimbing zu verwechseln, bei dem sehr wohl gesichert wird und im Team geklettert wird. Stattdessen ist es als besondere Spielform des Freikletterns einzuordnen. Free Solo ist absolut selten, wird meist nur von Spitzenkletterern und sparsam praktiziert, genießt aber außerhalb der Klettercommunity hohe Beachtung.
Auch im Slacklinesport wird das Begehen einer Highline ohne Sicherung so genannt.

## Motivation und Risiken
Es gibt beim Klettern viele Möglichkeiten, immer größere Herausforderungen zu suchen und zu finden, z. B. schnell zu werden, dann ist Speedklettern das Ziel. Wenn auf technische Hilfsmittel zur Fortbewegung verzichtet wird, dann ist Freiklettern das Ziel. Die größte Herausforderung ist auf die Sicherung zu verzichten, dann ist Free Solo das Ziel. Free Solo ist die kompromissloseste Form, ohne Sicherheitsreserve, bei der jeder kleine Fehler potentiell tödlich ist.
Es ist aber auch die größtmögliche Herausforderung, die Klettern bietet. Oder wie Alexander Huber es ausdrückte: „Klettern ist wie eine Droge… Unser Tun am Berg macht uns glücklich“ und „Ich war mir der Gefahr bewusst, die davon ausgeht, dieses wunderbare Gefühl immer wieder erleben zu wollen. Dafür reicht es auf Dauer nicht, immer in derselben Schwierigkeit zu klettern. Du brauchst einfach immer mehr.“ Nach seiner ersten langen Solo-Route konstatierte Huber: „Ich klettere, ich steige, ich fliege“ und „Mit dem Gipfel erreichte ich einen Höhepunkt, der über allem steht, was ich bisher im Leben erreicht habe… ein Gefühl, näher bei sich selbst zu sein als im bisherigen Leben.“ Huber sagte aber auch, dass man bei free solo niemals in die Nähe von Panik kommen sollte, sondern eine totale Fokussierung auf das Klettern selbst wichtig ist. Hansjörg Auer sprach von einer Flamme, entfacht aus einem kleinen Funken der vom Traum zur Realität übergesprungen wäre und ihn nicht mehr losgelassen hätte. Er hat sich auf die Tour gut vorbereitet und diese auch vorher gesichert gemacht.
Meist sind die zu erwartenden Schwierigkeiten deutlich unter dem Leistungsniveau des Kletterers oder der Kletterin, die allermeisten der Free-Solo-Kletterer gehören der absoluten Spitzenklasse an. Bei einer Free-Solo-Begehung kennt der Kletterer die Route im Allgemeinen so gut, dass er sie Griff für Griff und Tritt für Tritt vor seinem inneren Auge durchsteigen kann. Im Regelfall wurden diese Sologänge immer perfekt physisch und psychisch vorbereitet, um das Risiko zu minimieren. Wäre dem nicht so, dann hätten die meisten Free-Solo-Kletterer ihre Alleingänge nicht überlebt. Trotzdem kann es immer zu unvorhergesehenen Zwischenfällen kommen, so ist Stefan Glowacz 1993 zwar perfekt vorbereitet zu einer solo Tour aufgebrochen, ihm aber dann in der Tour ein Griff ausgebrochen. Die Folge war ein Absturz, bei dem er schwer verletzt wurde. Seitdem bezeichnet er free solo gelegentlich als „Russisch-Roulette“, da die Gefahr immer mitschwinge.
Im Normalfall wird ein Bergsteiger seine für Free Solo ausgewählte Route nur dann in Angriff nehmen, wenn er sich zu 100 % sicher ist, dass seine körperliche und geistige Tagesform diese Begehungsart auch zulässt. Für Wolfgang Güllich entwickelte sich ein Free Sologang immer erst langsam, von einem vermessenen Vorhaben über eine Detailanalyse aller Schwachstellen und potentiellen Fehler in einer wochen- und monatelangen Vorbereitung bis zu etwas Machbaren. In der Route selbst war er in einem äußerst sensibilisierten Zustand, hellwach und voller Konzentration, in dem er sich so intensiv wie sonst nie erlebt habe.

## Geschichte des Free Solo Kletterns

Jerry Moffatt in L’Horla am Curbar Edge, 2018

Paul Preuß, der hervorragende Kletterer zu Anfang des 20. Jahrhunderts, war wahrscheinlich der Erste, der bewusst in große, exponierte Wände ohne Seil und Sicherung einstieg. Er suchte die unverfälschte Begegnung mit der senkrechten Problemstellung. Aber er verteufelte die Absicherung nicht, sondern akzeptierte sie als Sicherungsmittel für den Notfall. Mit dieser Einstellung gilt er als der geistige Vater des Freikletterns, des Solo- und Free-Solo-Kletterns (auch wenn das damals noch nicht so genannt wurde). Ihm folgten Kletterer wie Emilio Comici oder Hermann Buhl, die häufig alleine unterwegs waren. Alleingänge waren seit dem Beginn des Kletterns schon immer ein grundlegender Bestandteil, die Art und Weise der Alleingänge in der Wand variierte stark: mit und ohne Sicherungsmittel, mit und ohne Hilfsmittel zur Fortbewegung, bzw. zum Abstieg. Häufig wurde ein Seil mitgenommen, meist nur um nach der Besteigung abseilen zu können.
Erst Ende der 1970er wurden die unterschiedlichen Begehungsstile genauer definiert. Das Wort Free-Solo wurde in seiner heutigen Ausprägung von John Bachar geprägt. John Bachar, John „Yabo“ Yablonski, Steph Davis, John Long und andere haben in Yosemite Valley viele Routen in diesem Stil begangen.

Heinz Zak bei der zweiten free-solo-Begehung von Separate Reality

In Europa machte Wolfgang Güllich am 11. Oktober 1986 mit seiner Begehung von Separate Reality (7b, UIAA VIII+, 5.12a), einem ausladenden Sieben-Meter-Dach, diesen Begehungsstil bekannt. Die Fotos dieser Begehung gingen um die Welt und machten Güllich berühmt. Erst 2005 gelang Heinz Zak die zweite free-solo-Begehung.
In Frankreich wurden der Trend aufgenommen und die französischen Kletterer waren schnell an der Weltspitze. Patrick Edlinger erreichte ein großes Publikum, als er 1982 in dem Film „Leben an den Fingerspitzen“ vier Tage bei schweren Free-Solo-Begehungen in Buoux begleitet wurde. Kletterer wie Antoine Le Menestrel und Christoph Profit prägten die Szene. In Deutschland ist Alexander Huber ein wesentlicher Vertreter.
Alleingänge in der Wand breiteten sich in der Folge weiter aus: Catherine Destivelle machte von 1992 bis 1994 drei Winter-Solo-Begehungen ohne Absicherung an drei großen Alpen-Nordwänden: Alleine und meist bei Temperaturen unter null Grad bezwang sie die Eiger-Nordwand über die Heckmair-Route, den Walkerpfeiler an den Grandes Jorasses und am Matterhorn die bis dahin noch nicht wiederholte Bonatti-Führe. Als Meilenstein des Free Solo gilt die Bezwingung der Route Weg durch den Fisch (UIAA 9-, 7b+, 900 m hoch) an der Marmolata-Südwand durch Hansjörg Auer. Diese Route gilt als besonders anspruchsvoll, und Auer hatte sich nur zwei Tage lang auf diese vorbereitet. Besonders Alain Robert gilt als weltweit einsame Spitze, er hat über zehn Sportkletterrouten in hohen Schwierigkeitsbereichen free solo begangen. Einige davon gelten als schwer kontrollierbar. Robert gilt auch als führend in der Solo-Besteigung von Bauwerken.
Andere bekannte Vertreter des Free-Solo-Kletterns sind beziehungsweise waren u. a.: Kurt Albert, Dani Arnold, Thomas Bubendorfer, Peter Croft, Steph Davis, Catherine Destivelle, Wolfgang Güllich, Derek Hersey, Alex Honnold, Alexander Huber, Robert Jasper, Dave MacLeod, Dan Osman, Dean Potter, Albert Precht, Andreas Proft, Jerry Moffatt, Herbert Ranggetiner, Pete Whittaker und Ueli Steck.

### Einseillängenrouten
Berühmte Free-Solo-Besteigungen in eher kurzen Routen bis zu ca. 50 m Wandhöhe:
- 1985 Erstbegehung der Route Adrenalin (8b) im Nördlichen Frankenjura durch Wolfgang Güllich im Free Solo.[19]
- 1986 bewältigte Wolfgang Güllich im Yosemite Valley in das Sieben-Meter-Dach in Separate Reality im Schwierigkeitsgrad 7a+.[10]
- 1991 kletterte Alain Robert die Route La Nuit du Lézard in Buoux (8a+), diese Route gilt als besonders schwer kontrollierbar.[20]
- 1993 kletterte Alain Robert Gorge of the Verdon (8b).
- 1999 bezwang Beat Kemmerlander die Route Mordillo (8a+) am Voralpsee
- 2004 verbesserte Alexander Huber die maximale Sportkletterschwierigkeitsstufe für eine Free Solo Begehung mit der Route Kommunist auf UIAA X+ (8b+)[21]
- 2006 kletterte Herbert Ranggetiner seine Route www.hornhaut.ade in Osttirol (8b).
- 2008 kletterte Dave MacLeod mit der Route Darwin Dixit im spanischen Klettergebiet Margalef erstmals eine mit französisch 8c bewertete Route free solo.[22]
- 2010 kletterte Andreas Proft im spanischen Klettergebiet Bernia barfuß die Route The First and Last (8b).[23]
- 2021 kletterte Alfredo Webber die Route Panem et Circenses (8c) bei Arco.[24]
- 2023 bezwang Anton Schröter 12 schwierige Klettertouren free solo an einem Tag in der sächsischen Schweiz[25]

### Mehrseillängenrouten
Berühmte Free-Solo-Besteigungen in großen Wänden mit einer Wandhöhe deutlich über 100 m: 
- Catherine Destivelle gelangen eine Reihe von Free-Solo-Begehungen, z. B. 1987 in Mali und 1992 der Devils Tower, US und am Matterhorn die bis dahin noch nicht wiederholte Bonatti-Führe.[26]
- 2002 durchstieg Alexander Huber die 500 Meter hohe, mit 7a+ bewertete Hasse-Brandler an der Großen Zinne.[27]
- 2007 gelang Hansjörg Auer die Route Moderne Zeiten (6c+, UIAA VIII-) an der Marmolata.[17]
- 2007 kletterte Hansjörg Auer die Route Weg durch den Fisch (UIAA IX-, 7b+, 900 m hoch, 37 Seillängen) an der Marmolata-Südwand free solo. Diese Route gilt als besonders anspruchsvoll, daher gilt die Begehung als ein Meilenstein des Free-Solo-Kletterns.[17]
- 2007 bezwang Steph Davis die Route Pervertical Sanctuary (5.10c, UIAA 7-) am Diamond, der 300 m hohen Ostwand des Longs Peak, Colorado. Steph Davis war in den USA eine der ersten Frauen, die free solo kletterten.[28]
- 2008 durchstieg Ueli Steck die Eiger-Nordwand durch die Heckmair-Route in der damals kürzesten Zeit[29]
- 2017 kletterte Alex Honnold die Route Freerider (5.12d, 1000 Hm) free solo in unter vier Stunden. Ihm gelang damit die erste Free-Solo-Begehung einer Route am El Capitan.
- 2023 stellt Dani Arnold einen Rekord auf, in dem er alle drei Grate des Salbitschijen am Stück unter 10 Stunden klettert[30]

## Free Solo im urbanen Raum

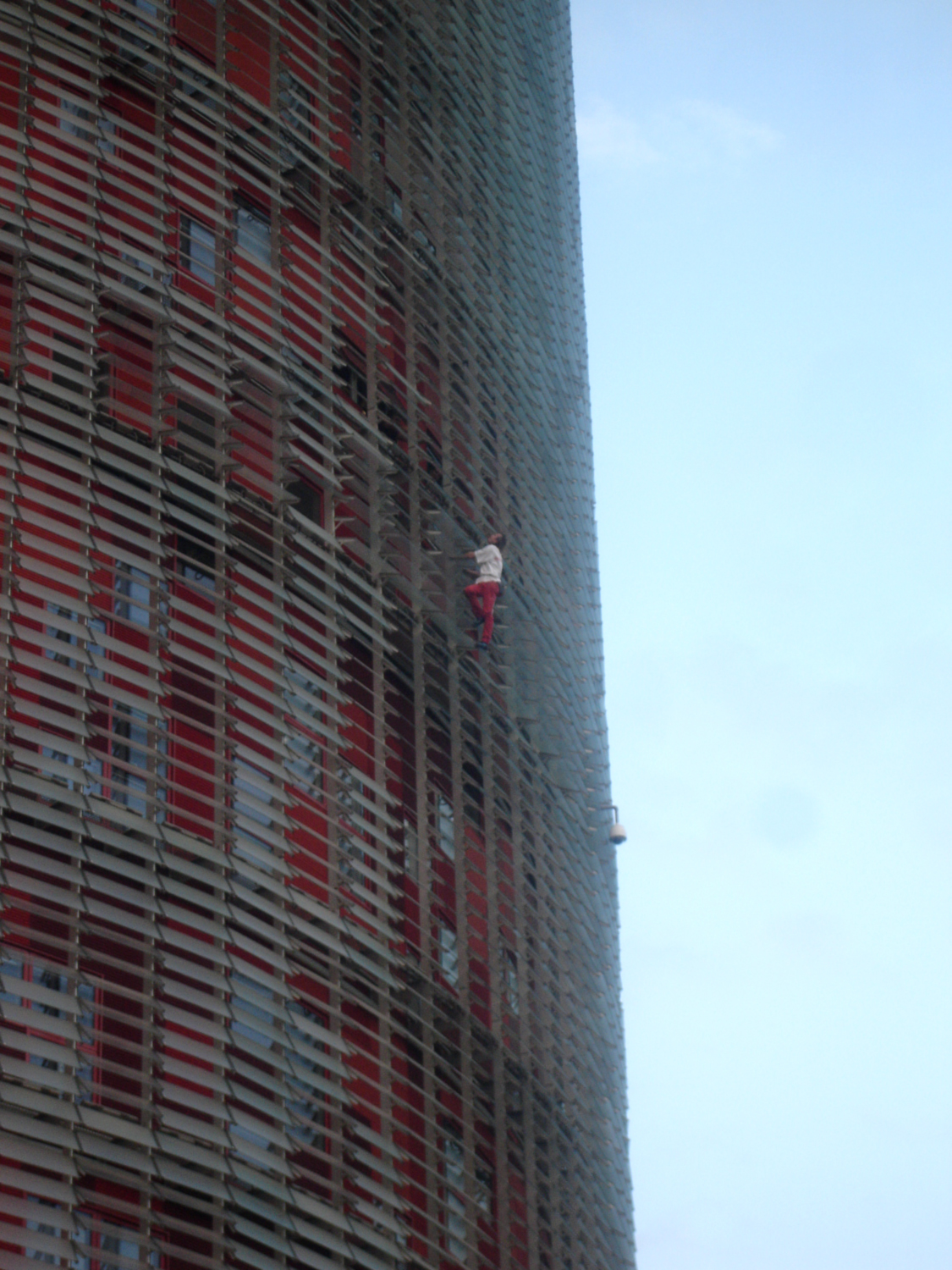
Alain Robert am Torre Agbar in Barcelona, 12. September 2007

Auch an Wolkenkratzern oder Stahlgitter-Konstruktionen kann free solo geklettert werden. Es gibt einige Kletterer, die sowohl an Gebäuden als auch am Fels free solo unterwegs sind. Das Steigen an Gebäuden wird von den meisten Kletterern als mittelschwer angegeben, da man fast immer einen guten Halt hat, jedoch gaben viele Kletterer auch an, dass die körperliche Anstrengung ähnlich sei wie beim Felsklettern.
Ein bekannter Kletterer, der auch an Gebäuden geklettert ist, ist der Franzose Alain Robert. So war er im Februar 2007 an der Fassade des 187 m hohen Abu Dhabi Investment Authority Towers hochgeklettert. Er hatte in nur 20 Minuten seilfrei das Dach erreicht. Er wurde dabei fotografiert und von Tausenden beobachtet. Stand 2025 hat Robert mehr als 150 Wolkenkratzer und Bauwerke bestiegen.